# Centrifugalfläkt
Centrifugalfläkt, även kallad radialfläkt och blåsare, är en mekanisk anordning som används för att flytta luft eller gaser. Kammarfläkten och tvärströmsfläkten är varianter av centrifugalfläkten.

En centrifugalfläkt med bakåtvinklade blad i detalj.

## Funktion
Till skillnad från den mer vanligt förekommande axialfläkten saknar centrifugalfläkten en typisk propeller och använder sig istället av en impeller av skovelhjulstyp. Luften sugs in genom ett hål på anordningens sida och blåses med hjälp av centrifugalkraft ut genom en öppning framför impellern, därav namnet. Detta medför att luftströmmen vinklas om med 90 grader. Fläktens egenskaper kan ändras med faktorer som antal blad, bladens vinkel och hjulhusets form. Framåtvinklade blad ger ett högre lufttryck och gör fläkten tystare, medan bakåtvinklade blad är mer energisnåla och stryktåliga. Även raka blad förekommer; dessa är mer robusta men ger en högre ljudnivå.

## Användningsområden
Det tidigaste kända användningsområdet för centrifugalfläkten var att ventilera gruvor. Numera används centrifugalfläktar vanligen för att transportera en gas i ett större område, och är vanligt förekommande i ventilationssystem. Mindre varianter förekommer även som kylfläktar i till exempel datorer och 3D-skrivare.
Många hushållsapparater såsom dammsugare, vissa hårtorkar, luftrenare, AC och vissa mikrovågsugnar samt lövblåsare andänder sig också av centrifugalfläktar.
Centrifugalfläktar förekommer även i pelletsbrännare för ökad syretillförsel.